# Glauconita

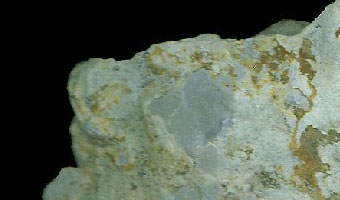
Glauconita

Mineral monoclínico, de cor verde, filossilicato (do grupo da mica) hidratado de potássio e ferro, formado de modo autígeno nos sedimentos marinhos rasos em profundidade de 50 a 300 metros. Apresenta baixa resistência ao intemperismo.

## Características
É um indicador de ambiente marinho calmo, com baixa taxa de sedimentação. Comum em arenitos e folhelhos, assim como em margas e calcários impuros.